# 今野栄
今野 栄（こんの さかえ、1944年5月9日 - ）は、日本の女子陸上競技短距離選手。後に自転車に転向し、自転車競技選手となる。旧姓：石川。

## 来歴・人物
宮城県桃生郡桃生町新田（現、宮城県石巻市桃生町新田）出身。身長155cm。

### 陸上選手として
中津山中学校（現 石巻市立桃生中学校）では、陸上部に所属。
- 1958 中学2年生 全国中学校通信陸上競技大会 200m 28”5（全国5位（宮城県中学新））
- 1959 中学3年生 全国中学校通信陸上競技大会 200m 28”2（全国2位（宮城県中学新））

この年行われた日独対抗陸上競技小田原大会のリレー第1走者として走る。
- 1960 高校1年生(宮城県涌谷高等学校)

東京オリンピック強化指定選手となる。当時、100m走日本記録保持者だった吉岡隆徳コーチの指導を受ける。この頃から国体に出場。（高校1年生で、秋田国体に出場して以来、100m競技の宮城県代表として11回出場、うち入賞4回。）
- 1962 高校3年生 オリンピック強化選手記録会 100mで、11”9をマーク[1]。インターハイ 100m、200m、400mR（準決勝で肉離れ）※この年は、故障が多かったという。
- 1963 在家庭 東京国際スポーツ大会（東京オリンピックプレ大会）100m、400mに出場。400mは準決勝まで。
- 1964 大学1年生（日本体育大学） 佐々木吉蔵教授（東京オリンピック男子スターター）より、指導を受ける。怪我をしないための調整法を学ぶ
- 1965～1967 大学2年生～大学4年生
- 関東学生陸上競技対抗選手権大会、インカレ 100m、200m、400mR（毎年各種目入賞）
- 日本陸上競技全日本選手権大会 100m  11”9 6位入賞
- 1968 23歳 社会人（宮城県の中学校教員）時代
東北陸上競技選手権大会(秋田) 100m（東北新1位）、200m（東北新1位）、400mR（1位）

### 自転車選手として
- 1980 中学校教員を退職し、静岡県沼津市へ。沼津のクラブチーム（沼津レーシング）で練習を始める。そのわずか1ヶ月後、修善寺サイクルスポーツセンターで行われたチャレンジサイクル・ロードレース(10キロ)において、いきなり優勝[4]。自転車選手としての頭角を現す。
- 神鍋カップ・サンツアーロード 5キロ 優勝[5][6][7]
- 静岡オレンジピスト競技大会 優勝
- 全日本クラブ対抗自転車競技選手権大会（川崎競輪場）1000mTT 優勝[8]

など、出場する大会を総なめにする。その後、出産のため1年半のブランク。
- 1981 10月 長男出産後13日目から練習を再開。全日本を目指していたため、ハードな練習が続く。当時、ママさん選手としてマスコミに注目される[1]。
- 1982 日中親善自転車競技大会 12位[9]
- 全日本実業団対抗サイクルロードレース（国際親善大会） 5位[10]
- 1983 全日本アマチュア自転車競技選手権大会（修善寺）・女子ロード40キロ 1位[11][12]
- 世界選手権自転車競技大会ロードレース（スイス・チューリヒ） 女子ロード70キロ 52位（日本の自転車史上最高齢 36歳での出場だったが、落車に巻き込まれる）[13]
- 全日本実業団対抗サイクルロードレース大会（鈴鹿） ロード 優勝
- アジア自転車競技選手権大会(フィリピン・マニラ) ロード60キロ 6位[12]

この頃は、1日100km位、平均時速40kmの自転車練習と、精米工場での30kg-60kgの米の配達で、脚力を鍛えていたという。
- 1984 ロサンゼルスオリンピック最終選考会（4月末、群馬）に出場したが、阿部和香子に敗れ、オリンピック出場を逃す[1]。
- 2013年から始まった「ツール・ド・東北」（主催 Yahoo Japan）に出場している。

## 出演した番組
- おはよう広場 ビバ！サイクリング（昭和58年10月10日放送） NHKテレビ
- おはよう広場 ビバ！サイクリング（昭和59年1月26日放送） NHKテレビ など。